# NGC 2887
NGC 2887 (również PGC 26592) – galaktyka eliptyczna (E-S0), znajdująca się w gwiazdozbiorze Kila. Odkrył ją John Herschel 8 marca 1834 roku.